# Hersenschimmen (film)
Hersenschimmen is een Nederlandse dramafilm uit 1988 onder regie van Heddy Honigmann met in de hoofdrollen Joop Admiraal en Marja Kok. 
Het scenario van de film is gebaseerd op de gelijknamige roman (1984) van J. Bernlef. De film verscheen internationaal ook als Mindshadows. De film werd door de kritiek zeer goed ontvangen, maar was geen groot commercieel succes. Er kwamen 34.620 bezoekers naar de bioscoop

## Verhaal
Twintig jaar geleden emigreerde Maarten Klein samen met zijn vrouw Vera naar Canada. Daar was hij werkzaam als directiesecretaris, maar inmiddels is hij alweer vier jaar met pensioen. Samen met Vera woont Maarten in een alleenstaand huis in Nova Scotia. Het is winter en het huis is omringd door een sneeuwvlakte. Binnen het huis beginnen de contouren van een drama zichtbaar te worden. Langzamerhand takelt Maarten af, hij verliest zijn herinneringen en raakt zijn gevoel voor tijd en ruimte kwijt. Hij praat hardop tegen zichzelf zonder zich te realiseren wat hij er allemaal uitgooit. Vera merkt de veranderingen op en probeert hem te helpen, maar het lijkt zinloos. Maarten begint steeds sneller te dementeren en meer en meer verliest hij zijn greep op de werkelijkheid. Hij haalt verleden en heden door elkaar en soms denkt hij terug te zijn op zijn werk en vervalt in zijn oude kantoorroutine. Voor Vera wordt het steeds moeilijk om met haar man om te gaan en ten slotte moet ze Maarten laten opnemen. In de kliniek dementeert hij verder en komen er angsten naar boven uit zijn kindertijd. De aftakeling zal nog even doorgaan en eindigen met de dood.

## Rolverdeling
| Acteur                     | Personage                      |
| -------------------------- | ------------------------------ |
| Joop Admiraal              | Maarten Klein                  |
| Marja Kok                  | Vera Klein, Maartens vrouw     |
| Melanie Doane              | Gezinshulp Phil Taylor         |
| Lionel Doucette            | Dr. Eardly                     |
| Robert Dodds               | William                        |
| Catherine ten Bruggencate  | Sylvie                         |
| Inge Marit van der Wal     | Lotje                          |
| Peer Mascini               | Karl Simic (als Peers Mascini) |
| Catherine Kuhn             | Barmeisje bij de bowling       |
| Maria Oerlemans .- Lerares |                                |
| Max MacDonald              | Montpellier                    |
| Carol Bloom                | Verpleegster                   |
| Jennifer Hunt              | Verpleegster                   |
| Chris de Vries             | Maartens vader                 |
| Sasa Spanjerberg           | Maartens moeder                |

## Achtergrond
Heddy Honigmann verfilmde de roman Hersenschimmen van Bernlef in een Nederlands-Canadese coproductie. Nog meer dan in de roman laat de film zien hoe het aftakelingsproces bij dementie verloopt. Door zowel monologen die de hoofdpersoon in zijn hoofd voert als de monologen die hij uitspreekt te laten horen krijgen de beelden een nog sterkere lading. Honigman gebruikt ook de omgeving als middel om de aftakeling te visualiseren. Ze filmde in Nova Scotia in Canada in hartje winter. De lege witte vlakte rondom het huis van Maarten lijkt de toestand van zijn geest te weerspiegelen. Maarten heeft een hekel aan de winter, waarin alles vervaagt. Maar langzaam vervaagt hijzelf.